# Бартолотти, Мария
Мария Бартолотти (итал. Maria Bartolotti), известная под псевдонимом Пьера (итал. Piera; 25 марта 1923, Фузиньяно — 6 декабря 1972, Равенна) — итальянская партизанка, деятельница движения Сопротивления во Второй мировой войне, одна из лидеров женского партизанского движения в Нижней Романье.

## Биография
В партизанское движение вступила после капитуляции Италии 8 сентября 1943, войдя в состав Патриотических боевых отрядов, базировавшихся в Нижней Романье. Приняла псевдоним «Пьера».
Будучи близкой подругой Терцо Лори, руководила партизанами и после его гибели. Вовлекла в партизанское движение множество девушек, в том числе и Норину Тромбини. Стараниями Бартолотти была создана эффективная подпольная структура курьеров, которая объединяла партизан под руководством Арриго Больдрини.
Служила в 28-й гарибальдийской бригаде «Марио Гордини» и боевой группе «Кремона». В начале 1945 года продолжила работу по оказанию помощи бойцам на передовой, ухаживая за ранеными и оказывая помощь в организации доставки припасов.
Награждена серебряной медалью «За доблесть» за помощь в обучении партизан военному делу и их обеспечении всем необходимым. Имя Марии Бартолотти носит начальная школа в Саварне (муниципалитет Равенна).